# توم دوران
توم دوران (بالإنجليزية: Tom Doran) هو لاعب كرة قاعدة أمريكي، ولد في 2 ديسمبر 1880 في مقاطعة ويستتشستر في الولايات المتحدة، وتوفي في 22 يونيو 1910 في نيويورك في الولايات المتحدة.